# Кабанец, Виктор Григорьевич
Виктор Григорьевич Кабанец (известный как Витя Кабан; род. 1946, Вейделевка, Воронежская область) — российский мошенник 1990-х и 2000-х годов.

## Биография
Родился в 1946 году в посёлке Вейделевка. После окончания школы в этом же посёлке поступил в Харьковское военное училище откуда выпустился и с 1969 по 1991 год служил под Владивостоком, дослужившись до подполковника. Состоял в КПСС. После увольнения ещё несколько лет прожил во Владивостоке, далее выписался «в никуда», то есть де-юре являлся бомжом. После выписки из Владивостока перебрался в Москву, где и начал свою криминальную деятельность.

### Военная служба
Служил в одной из вспомогательных частей Тихоокеанского флота, дослужился до подполковника, в боевых действиях не участвовал, наград не имеет.

## Криминальная деятельность
Ещё во Владивостоке Кабанец через подставные фирмы обманул более десяти местных предпринимателей.
Сначала Виктор и его сообщники, также бывшие силовики, пользуясь правовым вакуумом, зарегистрировали целый ряд общественных организаций с названиями, напоминающими силовые структуры, и символикой, крайне похожей на государственную. Вся деятельность этих организаций сводилась к продаже удостоверений и пропусков с госсимволикой, а также наград, схожих с государственными. Но Кабанец на этом не остановился и стал развивать подобные мошеннические схемы, представляясь высокопоставленным руководителем структур ФСБ, МВД, а также других силовых структур, выманивал деньги у предпринимателей Москвы за решение разных вопросов с органами власти, а также предлагал приобрести звезду героя с вручением в Георгиевском зале Кремля, объясняя, что перед этим создаётся легенда. После получения денег Кабанец давал долговую расписку под своим именем.
Сам Кабанец имел звезду Героя Советского Союза, похищенную у ветерана Великой Отечественной войны ещё в 1990-е годы, которую надевал при встречах с жертвами.

## Арест
Виктор Кабанец был задержан с поличным летом 2008 года, во время попытки обмана очередной жертвы, в роли которой выступили оперативники. Было возбуждено уголовное дело по статье 159 ч. 2 УК РФ (мошенничество в особо крупных размерах).
Приговор Кабанцу оказался на редкость мягким, всего 4 года лишения свободы в ИК общего режима, два из которых он отсидел в Бутырской тюрьме ещё до суда.

## Последствия деятельности Кабанца и его конкурентов
В 2010 году были внесены поправки в закон о госсимволике, запрещающие её использование коммерческим и общественным организациям, не имеющим отношения к органам власти, также этим же организациям было запрещено присваивать звания и должности, которые по названиям совпадают с силовыми структурами.